# Liste de prétendants au trône
Pour les articles homonymes, voir Prétendant et Trône (homonymie).
Cet article donne une liste des prétendants au trône ou héritiers de trônes vacants dans le monde, qu'ils disposent d'un statut à caractère officiel ou non dans leur pays.

## Europe
|                        | Pays                                                   | Prétendant                                                         | Depuis | Légitimité | Maison                                                               | Héritier                                                              |
| ---------------------- | ------------------------------------------------------ | ------------------------------------------------------------------ | ------ | --- | -------------------------------------------------------------------- | --------------------------------------------------------------------- |
| Drapeau de l'Albanie   | Albanie (royaume d'Albanie)                            | Leka Zogu (« Leka II ») (né en 1982)                               | 2011   | Petit-fils du roi Zog Ier d'Albanie | Zogu                                                                 | Skënder Zogu (né en 1933), son cousin                                 |
| Drapeau de l'Allemagne | Allemagne (Empire allemand)                            | Georges-Frédéric de Prusse (« Georges-Frédéric Ier ») (né en 1976) | 1994   | Arrière-arrière-petit-fils de l'empereur Guillaume II d'Allemagne | Hohenzollern                                                         | Charles-Frédéric de Prusse (né en 2013), son fils                     |
|                        | Angleterre (royaume d'Angleterre)                      | François de Bavière (« François II ») (né en 1933)                 | 1996   | Descendant du roi Charles Ier d'Angleterre | Wittelsbach                                                          | Max Emmanuel von Wittelsbach (né en 1937), son frère                  |
|                        | Autriche (empire d'Autriche)                           | Charles de Habsbourg-Lorraine (« Charles II ») (né en 1961)        | 2011   | Petit-fils de l'empereur Charles Ier d'Autriche | Habsbourg-Lorraine (Ordre de succession au trône d'Autriche-Hongrie) | Ferdinand-Zvonimir de Habsbourg-Lorraine (né en 1997), son fils       |
|                        | Bade (grand-duché de Bade)                             | Bernard de Bade (« Bernard Ier ») (né en 1970)                     | 2022   | Arrière-arrière-arrière-petit-fils de Léopold Ier de Bade | Maison de Zähringen                                                  | Léopold de Bade (né en 2002), son fils                                |
|                        | Bavière (royaume de Bavière)                           | François de Bavière (« François Ier ») (né en 1933)                | 1996   | Arrière-petit-fils du roi Louis III de Bavière | Wittelsbach                                                          | Max Emmanuel von Wittelsbach (né en 1937), son frère                  |
|                        | Bulgarie (royaume de Bulgarie)                         | Siméon II (né en 1937)                                             | 1943   | Roi des Bulgares de 1943 à 1946, et fils du roi Boris III | Saxe-Cobourg et Gotha                                                | Boris de Bulgarie (né en 1997), son petit-fils                        |
|                        | Deux-Siciles (royaume des Deux-Siciles)                | Pierre de Bourbon-Siciles (« Pierre Ier ») (né en 1968)            | 2015   | Descendant du roi Ferdinand II | Bourbon-Siciles (branche des ducs de Calabre)                        | Jaime (Jacques) de Bourbon-Siciles y Landaluce (né en 1992), son fils |
|                        | Deux-Siciles (royaume des Deux-Siciles)                | Charles de Bourbon-Siciles (« Charles Ier ») (né en 1963)          | 2008   | Arrière-arrière-petit-fils du roi Ferdinand II | Bourbon-Siciles (branche des ducs de Castro)                         | Maria Carolina de Bourbon des Deux-Siciles (née en 2003), sa fille    |
|                        | Écosse (royaume d'Écosse)                              | François de Bavière (« François II ») (né en 1933)                 | 1996   | Descendant du roi Charles Ier d'Écosse (Charles Ier d'Angleterre) | Wittelsbach                                                          | Max Emmanuel von Wittelsbach (né en 1937), son frère                  |
| Drapeau de l'Espagne   | Espagne (royaume d'Espagne)                            | Charles de Bourbon-Parme (« Charles-Xavier II » ) (né en 1970)     | 2010   | Petit-fils de François-Xavier de Bourbon-Parme, lui-même descendant du roi Philippe V et fondateur de la 2e dynastie carliste | Bourbon-Parme                                                        | Carlos de Borbón-Parma (né en 2016), son fils                         |
|                        | Finlande (royaume de Finlande)                         | Heinrich Donatus de Hesse (né en 1966)                             | 2013   | Arrière petit-fils du roi Charles Ier de Finlande (Frédéric-Charles de Hesse-Cassel), qui avait été élu en 1918 roi de Finlande mais n'avait pas régné | Hesse                                                                | Moritz de Hesse (né en 2007), son fils                                |
|                        | France (royaume de France)                             | Louis de Bourbon (« Louis XX ») (né en 1974)                       | 1989   | Descendant du roi Louis XIV de France, et aîné des Capétiens | Bourbon (liste des prétendants au trône de France depuis 1792)       | Louis de Bourbon (né en 2010), son fils                               |
|                        | France (royaume de France)                             | Jean d'Orléans (« Jean IV ») (né en 1965)                          | 2019   | Descendant du roi de France Louis XIII de France et du roi des Français Louis-Philippe Ier | Orléans (liste des prétendants au trône de France depuis 1792)       | Gaston d'Orléans (né en 2009), son fils                               |
|                        | France (Empire français)                               | Jean-Christophe Napoléon (« Napoléon VII ») (né en 1986)           | 1997   | Descendant de Jérôme Bonaparte, frère de l'empereur des Français Napoléon Ier | Bonaparte (liste des prétendants au trône de France depuis 1792)     | Louis Napoléon (né en 2022), son fils                                 |
| Drapeau de la Géorgie  | Géorgie (royaume de Géorgie)                           | David Bagrationi-Moukhraneli (« David XIV ») (né en 1976)          | 2008   | Descendant du roi Georges XII | Bagratides (liste des prétendants au trône de Géorgie)               | Giorgi Bagration-Bagrationi (né en 2011), son fils                    |
| Drapeau de la Grèce    | Grèce (royaume de Grèce)                               | Paul de Grèce (« Paul II ») (né en 1967)                           | 2023   | Fils du roi Constantin II | Oldenbourg (branche de Grèce et de Danemark)                         | Constantin Alexios de Grèce (né en 1998), son fils                    |
|                        | Hanovre (royaume de Hanovre)                           | Ernest-Auguste de Hanovre (« Ernest-Auguste V ») (né en 1954)      | 1987   | Arrière-arrière-petit-fils du roi Georges V | Hanovre                                                              | Ernst August von Hannover (né en 1983), son fils                      |
| Drapeau de la Hongrie  | Hongrie (royaume de Hongrie)                           | Charles de Habsbourg-Lorraine (« Charles V ») (né en 1961)         | 2011   | Petit-fils du roi Charles IV de Hongrie (Charles Ier d'Autriche) | Habsbourg-Lorraine (Ordre de succession au trône d'Autriche-Hongrie) | Ferdinand-Zvonimir de Habsbourg-Lorraine (né en 1997), son fils       |
|                        | Irlande (royaume d'Irlande)                            | François de Bavière (« François II ») (né en 1933)                 | 1996   | Descendant du roi Charles Ier d'Irlande (Charles Ier d'Angleterre) | Wittelsbach                                                          | Max Emmanuel von Wittelsbach (né en 1937), son frère                  |
| Drapeau de l'Italie    | Italie (royaume d'Italie)                              | Emmanuel-Philibert de Savoie (né en 1972)                          | 2024   | Petit-fils du roi Humbert II | Savoie                                                               | Vittoria de Savoie (né en 2003), sa fille                             |
| Drapeau de l'Italie    | Italie (royaume d'Italie)                              | Aimon de Savoie-Aoste (« Aymon II ») (né en 1967)                  | 2021   | Descendant du roi Victor-Emmanuel II | Savoie                                                               | Umberto di Savoia-Aosta (né en 2009), son fils                        |
| Drapeau de la Lituanie | Lituanie (royaume de Lituanie)                         | Karl Anselm d'Urach (né en 1955)                                   | 1969   | Petit-fils du roi Mindaugas II | Urach                                                                | Wilhelm von Urach (né en 1991), son fils                              |
|                        | Mecklembourg (grand-duché de Mecklembourg-Schwerin)    | Georges-Borwin de Mecklembourg (né en 1956)                        | 1996   | Descendant du grand-duc Georges de Mecklembourg-Strelitz | Mecklembourg                                                         | Georges-Alexandre de Mecklembourg (né en 1991), son fils              |
|                        | Modène (duché de Modène)                               | Lorenz d'Autriche-Este (« Lorenz Ier ») (né en 1955)               | 1996   | Arrière-arrière-arrière-petit-neveu du duc François V | Habsbourg-Este                                                       | Amedeo de Belgique (né en 1986), son fils                             |
|                        | Monténégro (royaume du Monténégro)                     | Nikola Petrovic Njegos (« Nicolas II ») (né en 1944)               | 1986   | Arrière-petit-fils du roi Nicolas Ier | Petrović-Njegoš                                                      | Boris Petrović-Njegoš (né en 1980), son fils                          |
|                        | Naples (royaume de Naples)                             | Joachim Murat (né en 1944)                                         | 1944   | Descendant du roi de Naples Joachim Murat | Murat                                                                | Joachim Murat (né en 1973), son fils                                  |
|                        | Navarre (royaume de Navarre)                           | Pierre de Bourbon-Siciles (né en 1968)                             | 2017   | Descendant direct du dernier roi de Navarre (et de France) Charles X | Bourbon-Siciles (branche des ducs de Calabre)                        | Jaime (Jacques) de Bourbon-Siciles y Landaluce (né en 1992), son fils |
|                        | Parme (duché de Parme)                                 | Charles de Bourbon-Parme (« Charles V ») (né en 1970)              | 2010   | Arrière-petit-fils du duc Robert Ier | Bourbon-Parme                                                        | Carlos de Borbón-Parma (né en 2016), son fils                         |
|                        | Pologne (duché de Varsovie)                            | Daniel de Saxe (né en 1975)                                        | 2022   | Arrière-petit-fils de Frédéric-Auguste III de Saxe, lui-même arrière-petit-neveu du duc de Varsovie Frédéric-Auguste Ier de Saxe | Maison de Wettin                                                     | Gero de Saxe (né en 2015), son fils                                   |
|                        | Pologne (royaume du Congrès)                           | Alexis Andreïevitch de Russie (né en 1953)                         | 2021   | Arrière-arrière-arrière-petit-fils de l'empereur Nicolas Ier de Russie, sa prétention peut être concurrencée par Dimitri Romanov-Ilyinsky (né en 1954 à Palm Beach), arrière-petit-fils aîné du grand-duc Paul Alexandrovitch de Russie, lui-même fils de l'empereur Alexandre II de Russie | Romanov                                                              | Pierre Andreïevitch de Russie(né en 1961), son demi-frère.            |
| Drapeau du Portugal    | Portugal (royaume de Portugal)                         | Duarte de Bragança (« Édouard III ») (né en 1945)                  | 1976   | Arrière-petit-fils du roi Michel Ier de Portugal, sa prétention peut être concurrencée par Michel de Bragance (né en 1951 à Long Island), arrière-petit-fils aîné du prétendant Michel II                                                                                                   | Bragance                                                             | Afonso de Bragança (né en 1996), son fils                             |
| Drapeau du Portugal    | Portugal (royaume de Portugal)                         | Pedro José de Mendoça, (né en 1958)                                | 2003   | Arrière-arrière-arrière-arrière-petit-fils du roi Jean VI, il est soutenu par le Parti populaire monarchiste | Loulé                                                                | Henrique Nuno de Mendoça (né en 1997), son fils                       |
| Drapeau de la Roumanie | Roumanie (royaume de Roumanie)                         | Paul-Philippe de Hohenzollern (né en 1948)                         | 2006   | Petit-fils aîné du roi Carol II | Hohenzollern-Sigmaringen                                             | Carol Ferdinand de Roumanie (née en 2010) son fils                    |
| Drapeau de la Roumanie | Roumanie (royaume de Roumanie)                         | Margareta de Roumanie (née en 1949)                                | 2016   | Fille aînée du roi Michel Ier | Hohenzollern-Sigmaringen                                             | Elena de Roumanie (née en 1950) sa sœur                               |
|                        | Russie (Empire russe)                                  | Maria Vladimirovna de Russie (« Maria Ire ») (née en 1953)         | 1992   | Arrière-arrière-petite-fille de l'empereur Alexandre II, sa prétention peut être concurrencée par Dimitri Romanov-Ilyinsky (né en 1954 à Palm Beach), arrière-petit-fils aîné du grand-duc Paul Alexandrovitch de Russie, lui-même fils de l'empereur Alexandre II de Russie                | Romanov                                                              | Georges Mikhaïlovitch Romanov (né en 1981), son fils                  |
|                        | Russie (Empire russe)                                  | Alexis Andreïevitch de Russie (né en 1953)                         | 2021   | Arrière-arrière-arrière-petit-fils de l'empereur Nicolas Ier, sa prétention peut être concurrencée par Dimitri Romanov-Ilyinsky (né en 1954 à Palm Beach), arrière-petit-fils aîné du grand-duc Paul Alexandrovitch de Russie, lui-même fils de l'empereur Alexandre II                     | Romanov                                                              | Pierre Andreïevitch de Russie (né en 1961), son demi-frère.           |
|                        | Russie (Empire russe)                                  | Charles Emich de Leiningen (« Nicolas III ») (né en 1952)          | 2013   | | Romanov (Linange)                                                    | Emich de Leiningen (né en 2010), son fils                             |
|                        | Saxe (royaume de Saxe)                                 | Alexandre de Saxe-Gessaphe (né en 1954)                            | 2012   | Arrière-petit-fils du roi Frédéric-Auguste III | Maison de Wettin                                                     | Georg von Sachsen-Gessaphe (né en 1988), son fils                     |
|                        | Saxe (royaume de Saxe)                                 | Daniel de Saxe (né en 1975)                                        | 2022   | Arrière-arrière-petit-fils du roi Frédéric-Auguste III | Maison de Wettin                                                     | Gero de Saxe (né en 2015), son fils                                   |
|                        | Serbie (royaume de Serbie)                             | Aleksandar Karađorđević (« Alexandre II ») (né en 1945)            | 1970   | Fils du roi Pierre II | Karađorđević                                                         | Filip Karađorđević (né en 1982), son fils                             |
|                        | Toscane et Lucques (Grand-duché de Toscane et Lucques) | Sigismond de Habsbourg-Toscane (« Sigismond Ier ») (né en 1966)    | 1994   | Arrière-arrière-petit-fils du grand-duc Ferdinand IV | Habsbourg-Lorraine                                                   | Léopold-Amédée de Habsbourg-Toscane (né en 2001), son fils            |
|                        | Wurtemberg (royaume de Wurtemberg)                     | Wilhelm de Wurtemberg (« Wilhelm III ») (né en 1994)               | 2022   | Descendant du roi Frédéric Ier | Wurtemberg                                                           | Philipp de Wurtemberg (né en 1964), son oncle                         |

Certains prétendants prétendent à plusieurs trônes :
- François de Bavière (1933) est à la fois le prétendant jacobite aux trônes de Bavière, d'Angleterre, d'Irlande et d'Écosse.
- Charles de Habsbourg-Lorraine (1961) est à la fois le prétendant aux trônes d'Autriche et de Hongrie.
- Pierre de Bourbon-Siciles (1968) est à la fois le prédendant au trônes des Deux-Siciles (depuis 2015) et de Navarre (depuis 2017).
- Georges-Frédéric de Prusse (1976) est à la fois le prétendant aux trônes d'Allemagne et de Prusse.

### Autres pays d'Europe
- Prétendants au trône de l'Empire byzantin :

Les successions disputées de l'Empire se poursuivent à Constantinople. Plus sérieusement, après la chute de Constantinople pendant la Quatrième croisade en 1204, et son redressement définitif par Michel VIII Paléologue, il semble qu'il y ait trois États byzantins successeurs, dont chacun prétendit être l'Empire romain, et quelques prétendants latins (y compris la république de Venise et les maisons de Montferrat et de Courtenay) appartenir à l'Empire latin que les Croisés avaient instauré à cet endroit. Le dernier prétendant André Paléologue transmet ses droits à la monarchie espagnole qui en devinrent les prétendants. Le titre est détenu actuellement par le roi d'Espagne Felipe VI.
- Prétendants au trône de Chypre :

En 1460, Jacques de Lusignan, fils bâtard de Jean II, détrône sa demi-sœur Charlotte. Cette dernière ne renonce au trône qu'en 1482, mais en faveur de son neveu Charles Ier de Savoie. C'est ainsi que les ducs de Savoie, suivi par les rois de Sardaigne puis les rois d'Italie, devinrent les prétendants au trône de Chypre. L'actuel chef de la maison de Savoie et prétendant au trône d'Italie, Victor-Emmanuel de Savoie, porte toujours le titre de courtoisie de « roi titulaire de Chypre ».
- Prétendants au trône de Jérusalem :
  - les Lusignan avec Henri II de Lusignan et ses successeurs, rois de Chypre, qui le transmettent jusqu'à la fin de la dynastie, avec Jacques III de Chypre, mort en 1474. Le titre passe alors à un de ses cousins, Louis de Savoie, puis à son frère Philippe II Sans Terre, duc de Savoie, tous deux fils d'Anne de Lusignan. Les ducs de la maison de Savoie deviennent ensuite princes de Piémont, rois de Sardaigne, puis rois d'Italie. Le titre est alors détenu actuellement par Victor-Emmanuel de Savoie ;
  - les Capétiens d'Anjou-Sicile avec Charles II d'Anjou et ses successeurs, rois de Naples de la famille d'Anjou, portent le titre jusqu'à Jeanne Ire. Celle-ci adopte Louis d'Anjou, de la maison capétienne de Valois, mais un cousin, Charles de Durazzo, s'empare du royaume. Le royaume de Naples passe ensuite aux rois d'Aragon, qui deviennent ensuite rois d'Espagne. Louis d'Anjou transmet le titre à ses descendants jusqu'à René d'Anjou et son neveu Charles V d'Anjou. Ce dernier teste en faveur d'un cousin agnatique au 8e degré, le roi de France Louis XI, qui transmet la revendication à ses successeurs : Charles VIII puis Louis XII se titrent rois de Jérusalem, mais à l'issue des guerres d'Italie les Valois reconnaissent (paix des Dames, 3 août 1529) les rois d'Espagne comme rois de Jérusalem et des deux Siciles (royaumes dont ces Habsbourg sont investis par bulles papales). Les droits sur le royaume de Jérusalem passent ensuite aux Bourbons le 12 mai 1738, quand le pape Clément XII accorde son investiture à l'infant d'Espagne Charles de Bourbon, cousin germain du roi de France Louis XV. Le prétendant actuel au trône de Jérusalem est donc le prétendant au trône du royaume des Deux-Siciles, depuis 2015 Pierre de Bourbon (né en 1968).
  - Le titre est aussi revendiqué par la Maison de Habsbourg-Lorraine, et son prétendant Charles de Habsbourg-Lorraine.
- Prétendants au trône de Pologne :
  - Il y a eu plusieurs États polonais au cours de l'histoire :
    - la monarchie élective de Pologne (il ne peut donc pas y avoir de prétendant)[5].
    - le grand duché de Varsovie, créé par Napoléon Ier et confié au prince électeur Frédéric-Auguste Ier de Saxe. Le prétendant à ce trône est le même que celui du trône de Saxe.
    - le royaume héréditaire de Pologne, créé par le congrès de Vienne et confié au tsar de Russie. Le prétendant au trône de Pologne est le même que celui du trône de Russie (voir ci-dessus).

## Afrique
|                                         | Pays                                | Prétendant                            | Depuis | Légitimité                                                            | Maison      | Héritier                                            |
| --------------------------------------- | ----------------------------------- | ------------------------------------- | ------ | --------------------------------------------------------------------- | ----------- | --------------------------------------------------- |
|                                         | Burundi (royaume du Burundi)        | Rosa Paula Iribagiza (née en 1934)    | 1972   | Fille du roi Mwambutsa IV du Burundi,                                 | Ganwa       | Rémy Muhirwa, son fils                              |
| Drapeau de la République centrafricaine | Centrafrique (Empire centrafricain) | Jean-Bedel Bokassa Jr. (né en 1973)   | 1996   | Fils de l'empereur Bokassa Ier de Centrafrique,                       | Bokassa     | Jean-Bedel Bokassa (né en 1985), son frère          |
| Drapeau des Comores                     | Comores (sultanat des Comores)      | Sultan ben Saïd Ali (né en 1966)      | 2007   | Arrière-petit-fils du sultan Said Ali bin Said Omar de Grande Comore, |             |                                                     |
|                                         | Égypte (royaume d'Égypte)           | Fouad II (né en 1952)                 | 1953   | Roi d'Égypte de 1952 à 1953, et fils du roi Farouk                    | Alaouites   | Mohamed Ali Fouad (né en 1979), son fils            |
|                                         | Éthiopie (empire d'Éthiopie)        | Zera Yacob Amha Selassié (né en 1953) | 1997   | Petit-fils de l'empereur Hailé Sélassié Ier                           | Salomonides | Mikaël Amde Yassou (né en 1950), son cousin germain |
|                                         | Éthiopie (empire d'Éthiopie)        | Girma Yohannes Iyasu (né en 1961)     | 1997   | Petit-fils de l'empereur Iyasou V                                     | Salomonides | Lij Kaermod Girba                                   |
| Drapeau de la Libye                     | Libye (royaume de Libye)            | Mohammed El-Senussi (né en 1962)      | 1992   | Petit-neveu du roi Idriss Ier                                         | El-Senussi  | Khaled El-Senussi (né en 1965), son frère           |
|                                         | Rwanda (royaume du Rwanda)          | Yuhi VI Bushayija (né en 1960)        | 2017   | Petit-fils du roi Yuhi V                                              | Abanyiginya |                                                     |
| Drapeau de la Tunisie                   | Tunisie (royaume de Tunisie)        | Muhammad Bey (né en 1956)             | 2023   | Arrière petit-fils de Habib Bey                                       | Husseinites | Zainal-Abidin Bey (né en 1930)                      |
|                                         | Zanzibar (sultanat de Zanzibar)     | Ali ben Jamshid (né en 1956)          | 2024   | Fils du sultan Jamshid ben Abdallah                                   | Al-Said     | Khalifa bin Jamshid El-Said' (né en 1960)           |

- Prétendant au trône de Madagascar :
  - Ndriana Rabarioelina, descendant de la branche aînée de la famille royale de Madagascar.

## Amérique
|  | Pays                                                      | Prétendant                                                      | Depuis | Légitimité | Maison                                   | Héritier                                                        |
|  | --------------------------------------------------------- | --------------------------------------------------------------- | ------ | --- | ---------------------------------------- | --------------------------------------------------------------- |
|  | Brésil (empire du Brésil)                                 | Pedro Carlos de Orleans e Bragança (« Pierre V ») (né en 1945)  | 2007   | Arrière-arrière-petit-fils de l'empereur Pierre II                                                                         | Orléans-Bragance (branche de Petropolis) | Pedro Thiago de Orleans e Bragança (né en 1979), son fils       |
|  | Brésil (empire du Brésil)                                 | Bertrand de Orleans e Bragança (né en 1941)                     | 2022   | Arrière-arrière-petit-fils de l'empereur Pierre II                                                                         | Orléans-Bragance (branche de Vassouras)  | Raphaël d'Orléans-Bragance (né en 1986) son neveu               |
|  | Mexique (empire du Mexique)                               | Maximilian von Götzen-Iturbide (« Maximilien II ») (né en 1944) | 1949   | Arrière-arrière-arrière-petit-fils de l'empereur Augustin Ier                                                              | Habsbourg-Iturbide                       | Fernando von Götzen-Iturbide (né en 1992), son fils             |
|  | Mexique (empire du Mexique)                               | Carlos Felipe de Habsburgo (en) (« Carlos Ier ») (né en 1954)   | ?      | Arrière-arrière-petit-neveu de l'empereur Maximilien Ier                                                                   | Habsbourg-Lorraine                       | Julián Lorenzo Pedro de Habsburgo-Lorena (né en 1994), son fils |
|  | Araucanie-Patagonie (royaume d'Araucanie et de Patagonie) | Frédéric Luz (« Frédéric Ier ») (né en 1964)                    | 2018   | Élu en 2018 nouveau prétendant au trône du royaume d'Araucanie et de Patagonie, succédant à Jean-Michel Parasiliti di Para | Luz                                      | Henry Luz, son fils                                             |

## Asie
|                  | Pays                                   | Prétendant                                      | Depuis | Légitimité | Maison                                       | Héritier                                                        |
| ---------------- | -------------------------------------- | ----------------------------------------------- | ------ | --- | -------------------------------------------- | --------------------------------------------------------------- |
|                  | Afghanistan (royaume d'Afghanistan)    | Mohammad Zaher Khan (né en 1962)                | 2024   | Petit-fils du roi Mohammad Zaher Shah | Barakzai                                     | Mohammad Emel Khan (né en 1969), son frère                      |
|                  | Birmanie (royaume de Birmanie)         | Richard Taw Phaya (né en 1945)                  | 2019   | Descendant du roi Thibaw Min | Konbaung                                     | Maung Aung Khine (né en 1964)                                   |
|                  | Chine (empire de Chine)                | Jin Yuzhang (né en 1943)                        | 2015   | Neveu de l'empereur Puyi, | Qing (Ordre de succession au trône de Chine) | Jin Yuquan (né en 1946), son frère                              |
|                  | Corée (empire de Corée)                | Yi Won (né en 1962)                             | 2005   | Fils adoptif du prince Gu, petit-fils du prince Gang, prince impérial Ui de Corée                                                             | Yi                                           | Yi Kwon (né en 1998), son fils                                  |
|                  | Corée (empire de Corée)                | Yi Seok (né en 1941)                            | 2005?  | Fils du prince Gang, prince impérial Ui de Corée                                                                                              | Yi                                           | Andrew Lee                                                      |
|                  | Hyderabad (Hyderabad)                  | Muhammad Azmet ‘Ali Khan Bahadur (né en 1960)   | 2023   | Arrière-petit-fils du nizam Asaf Jâh VII |                                              | Muhammad Murad ‘Ali Khan Bahadur (né en 1998)                   |
|                  | Irak (royaume d'Irak)                  | Ra'ad bin Zeid Al-Hussein (né en 1936)          | 1958   | Cousin au 1er degré du roi Fayçal II | Hachémites                                   | Zeid Ra'ad Zeid Al-Hussein (né en 1964), son fils               |
|                  | Iran (empire d'Iran)                   | Reza Pahlavi (« Reza II ») (né en 1960)         | 1980   | Fils de Mohammad Reza Shah | Pahlavi                                      | Ali Patrick Pahlavi (né en 1947), son cousin                    |
|                  | Iran (empire d'Iran)                   | Mohammad Hassan Mirza II (né en 1949)           | 1988   | Descendant de Mohammad Ali Shah | Kadjar                                       | Arsalan Mirza (né en 1980), son fils                            |
|                  | Laos (royaume du Laos)                 | Soulivong Savang (né en 1963)                   | 1980   | Petit-fils du roi Savang Vatthana |                                              | Thanyavong Savang (né en 1964), son frère                       |
|                  | Maldives                               | Muhammad Nooraddeen                             | 1967   | Fils du sultan Hassan Nooraddeen Iskandar II                                                                                                  |                                              | Ibrahim Nur ud-din                                              |
|                  | Empire moghol                          | Mirza Ghulam Moinuddin Javaid Shah (né en 1946) | 1975   | Descendant de l'empereur Muhammad Bahâdur Shâh, empereur moghol (il a été accepté à la tête de la maison du Timur par le gouvernement indien) |                                              | Shahrukh Javaid Jah (né en 1978), son fils                      |
| Drapeau du Népal | Népal (royaume du Népal)               | Gyanendra Bir Bikram Shah Dev (né en 1947)      | 2008   | Roi du Népal de 2001 à 2008, et fils du roi Mahendra Bir Bikram Shah                                                                          | Shah                                         | Paras Bir Bikram Shah Dev (né en 1971), son fils                |
|                  | Empire ottoman                         | Harun (« Osman VII ») (né en 1930)              | 2021   | Descendant du sultan Abdülmecid Ier | Osman                                        | Osman Selahaddin (né en 1940), son cousin                       |
|                  | Sarawak                                | Laurence Nicholas Brooke (né en 1983)           | 2017   | Arrière-arrière-petit-fils de Charles Anthoni Johnson Brooke, Rajah Blanc du Sarawak                                                          | Brooke                                       | Jason Brooke (né en 1985) son frère                             |
|                  | Sikkim (royaume du Sikkim)             | Wangchuk Namgyal (né en 1953)                   | 1982   | Fils du roi Palden Thondup Namgyal |                                              | Palden Gyurmed Namgyal (né en 1964) son demi-frère              |
|                  | Vietnam (empire du Vietnam)            | Bảo Ân (né le 3 novembre 1952)                  | 2017   | Fils de l'empereur Bảo Đại | Nguyễn                                       | Nguyễn Phúc Quý Khang, (né le 21 juillet 1978) son fils         |
|                  | Yémen (royaume mutawakkilite du Yémen) | Ageel bin Muhammad al-Badr (né en 1973)         | 1996   | Fils du roi Muhammad al-Badr | Zaydi                                        | Muhammad Al-Hassan bin 'Ageel Hamidaddin (né en 1993), son fils |

- Il peut y avoir un troisième prétendant au trône d'Iran en la personne d'un prince Afshar, descendant de la dynastie Afshar.
- Il peut y avoir un second prétendant au trône de Chine, Hengzhen, descendant de Daoguang fils de Yuyuan[15].

## Océanie
- Prétendants au trône d'Hawaii :
  - Quentin Kawānanakoa (en), fils majeur de la famille restante de la reine Liliuokalani.
  - Akahi Nui, descendant du roi Kamehameha Ier.
- Prétendant au trône de Tahiti et des autres îles (formant la Polynésie française) :
  - Joinville Pōmare, sous le nom de Pōmare XI, membre de la famille Pōmare.

## Faux prétendants ou prétendants douteux
Un certain nombre d'individus ont prétendu être des princes qui ont disparu ou sont morts dans des circonstances quelque peu mystérieuses :
- Anna Anderson, qui avait soutenu jusqu'à sa mort être la grande-duchesse Anastasia Nikolaïevna. Ses dires étaient (et sont toujours) appuyés par plusieurs membres de la royauté européenne liés à la famille impériale de Russie.
- Giannino Baglioni, qui prétendait être Jean Ier, roi de France éphémère.
- Bertrand de Rais, qui prétendait être Baudouin VI de Hainaut, dit Baudouin de Constantinople
- Lambert Simnel, qui prétendait être Édouard Plantagenêt, comte de Warwick
- Perkin Warbeck, qui prétendait être Richard de Shrewsbury, duc d'York
- Emelian Pougatchev, qui prétendait être Pierre III de Russie
- Les trois faux Dimitris de Russie
- Karl-Wilhelm Naundorff, qui était l'une des nombreuses personnes à avoir prétendu être Louis XVII et à succéder à la couronne de France. Ses descendants prétendent toujours au trône de France.
- Il existe une maison dite de Bourbon des Indes. Elle serait installée dans le sous-continent indien depuis quatre siècles. Le prétendant au trône de France revendique le nom de Balthazar Napoléon IV de Bourbon.

Il y a également eu des individus qui ont prétendu être des descendants royaux :
- Eugenio Lascorz, qui prétendait descendre de Lascaris de Byzance ;
- Alexis Brimeyer, qui prétendait des filiations à diverses maisons royales européennes ;
- Michel Lafosse, qui prétendait descendre de Charles Édouard Stuart ;
- Hiromichi Kumazawa (également appelé "Le Kumazawa Tenno"), qui prétendait descendre du dernier Tenno de Nanboku-chō (la Cour du Sud) du Japon ;
- Pierre Plantard, qui prétendait descendre de Dagobert II et prétendait donc au trône de France ;
- Stefan Cernetic, qui prétendait aux titres de « prince impérial et royal du Monténégro, Macédoine, Serbie, Albanie et de Voïvodine[16] » ;
- Sophie Audouin-Mamikonian, auteur, qui prétend descendre des Mamikonian et se proclame prétendante au trône d'Arménie.